# Schwabach
Schwabach (pronunciación en alemán: /ˈʃvaːbax/ⓘ) es una ciudad alemana de unos 40.000 habitantes cerca de Núremberg, en el centro de la región de Franconia, en el norte de Baviera (Alemania). La ciudad es un distrito autónomo administrativo (Kreisfreie Stadt). Schwabach es también el nombre de un río que atraviesa la ciudad antes de unirse al Rednitz.
Schwabach es famosa por sus artesanías hechas de oro y papel de aluminio, sobre todo de oro. En 2004, Schwabach celebra esta tradición con un festival de aniversario de marca "500 años de lámina de oro en Schwabach".
Hacia el año 1500 un tipógrafo local desarrolló el "Schwabacher" de la fuente. Esta fuente fue utilizada para imprimir la primera Biblia traducida al alemán, que había sido elaborado por Martín Lutero.
Schwabach es también la ciudad natal del compositor Adolf von Henselt, el botánico Johann Gottfried Zinn, el biólogo Ralf Baumeister y uno de los desarrolladores de MP3, Bernhard Grill. Fue visitada a menudo por Alberto Durero.

## Hermanamientos
Schwabach ha firmado vínculos de cooperación perdurables, en carácter de hermanamientos, con las siguientes ciudades:
- Coronel Suárez, Argentina (5 de noviembre de 2018)[2]